# Papiermolen
In een papiermolen werd vroeger uit textiel papier gemaakt.
Het geproduceerde papier, geschept papier, geldt als zeer waardevol.
In Nederland zijn er nog drie molens die op oude ambachtelijke wijze geschept papier produceren:
- De Schoolmeester in Westzaan bij Zaandam
- Achterste Molen in het Nederlands Openluchtmuseum Arnhem
- Papierfabriek de Middelste Molen te Loenen

In het Drukkerijmuseum te Meppel worden regelmatig demonstraties handmatig papierscheppen gegeven.

## Proces
Van lompen worden de aangevoerde lappen in kleine stukjes gescheurd en met hamers of messen (bewogen door het mechaniek van de molen) zo fijn mogelijk gehakt of geplet.
Daarna gaat het fijngehakte materiaal voor de laatste bewerking in een maalbak, vaak hollander genoemd (een kuip met water met daarin een draaiende trommel met messen en een maalplaat op de bodem) waarin de textieldraadjes tot vezels worden vermalen. De hoogte van de trommel ten opzichte van de maalplaat is verstelbaar.
De vezelpap wordt daarna overgegoten in een schepkuip, waaruit de papierschepper met behulp van een raam met fijn gaas wat papierpap uit de bak schept en onderwijl het water weg laat lopen.
In het gaas kan zich een afbeelding bevinden, die als watermerk in het papier achterblijft.
Op het gaas blijft dan een laagje nat papier achter, wat na persen en drogen een velletje geschept papier wordt.
Voor het beschrijfbaar en sterker maken van het papier wordt het gedompeld in de lijmketel, die gevuld is met een warm mengsel van water, dierlijke lijm en aluin. Hierna gaat het weer terug naar de droogschuur.

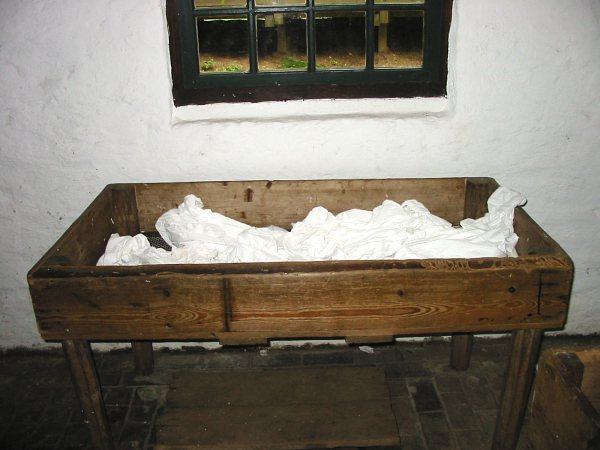
Tafel voor het scheuren van lompen
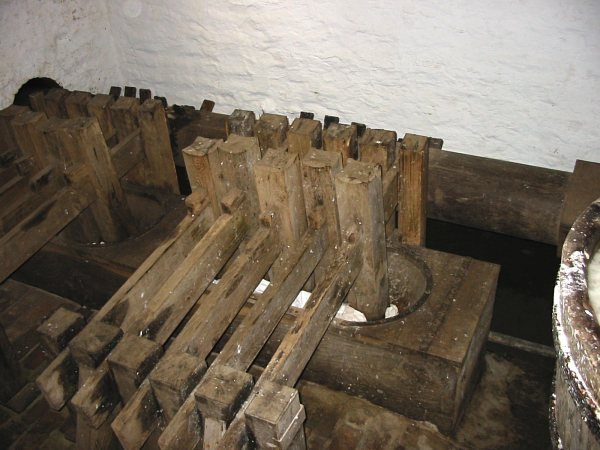
Hamerbak voor het fijnstampen van de stukjes lompen tot draadjes
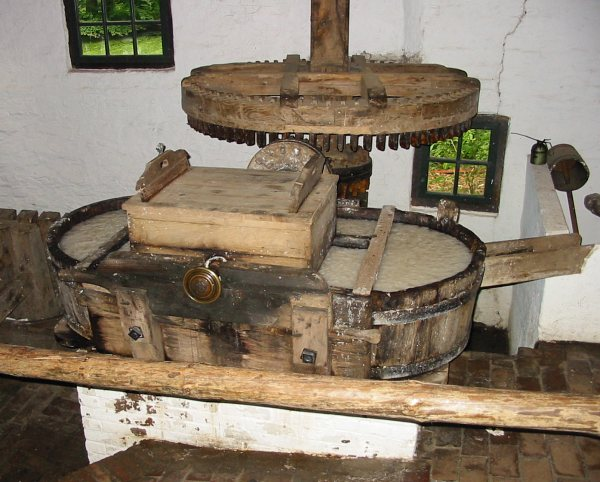
Hollander voor het verkrijgen van de vezels
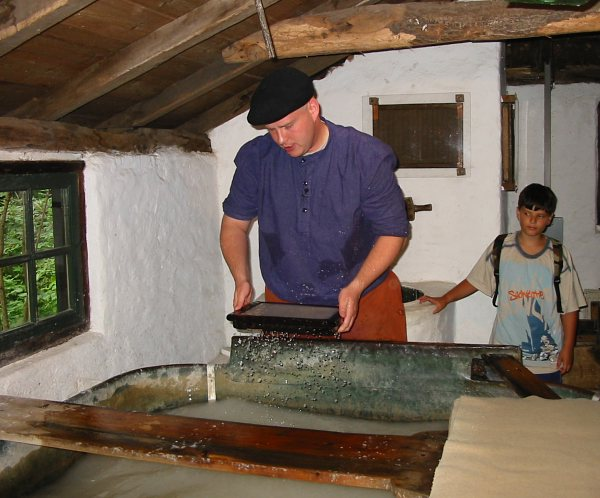
Het scheppen van de vezels met behulp van een zeefraam
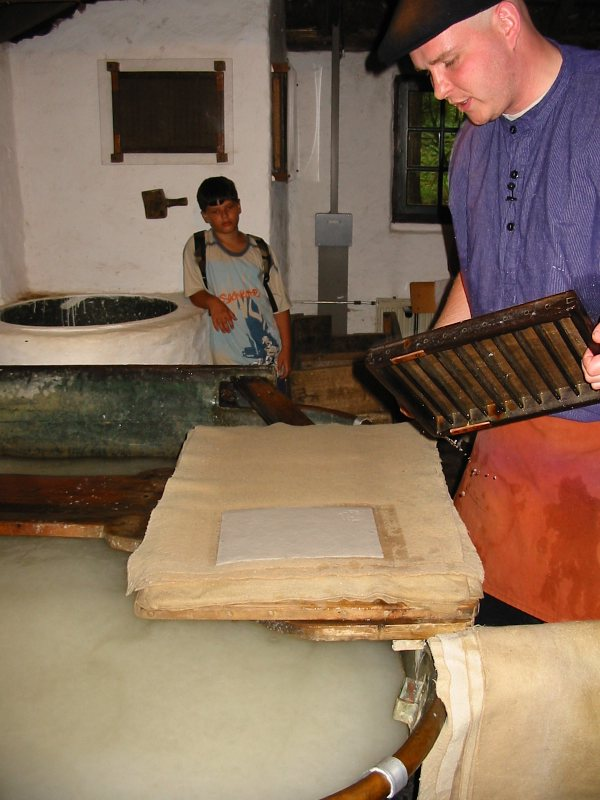
Na verwijdering uit het schepraam, ligt het natte vel op viltdoeken om later te kunnen persen

## Geschiedenis

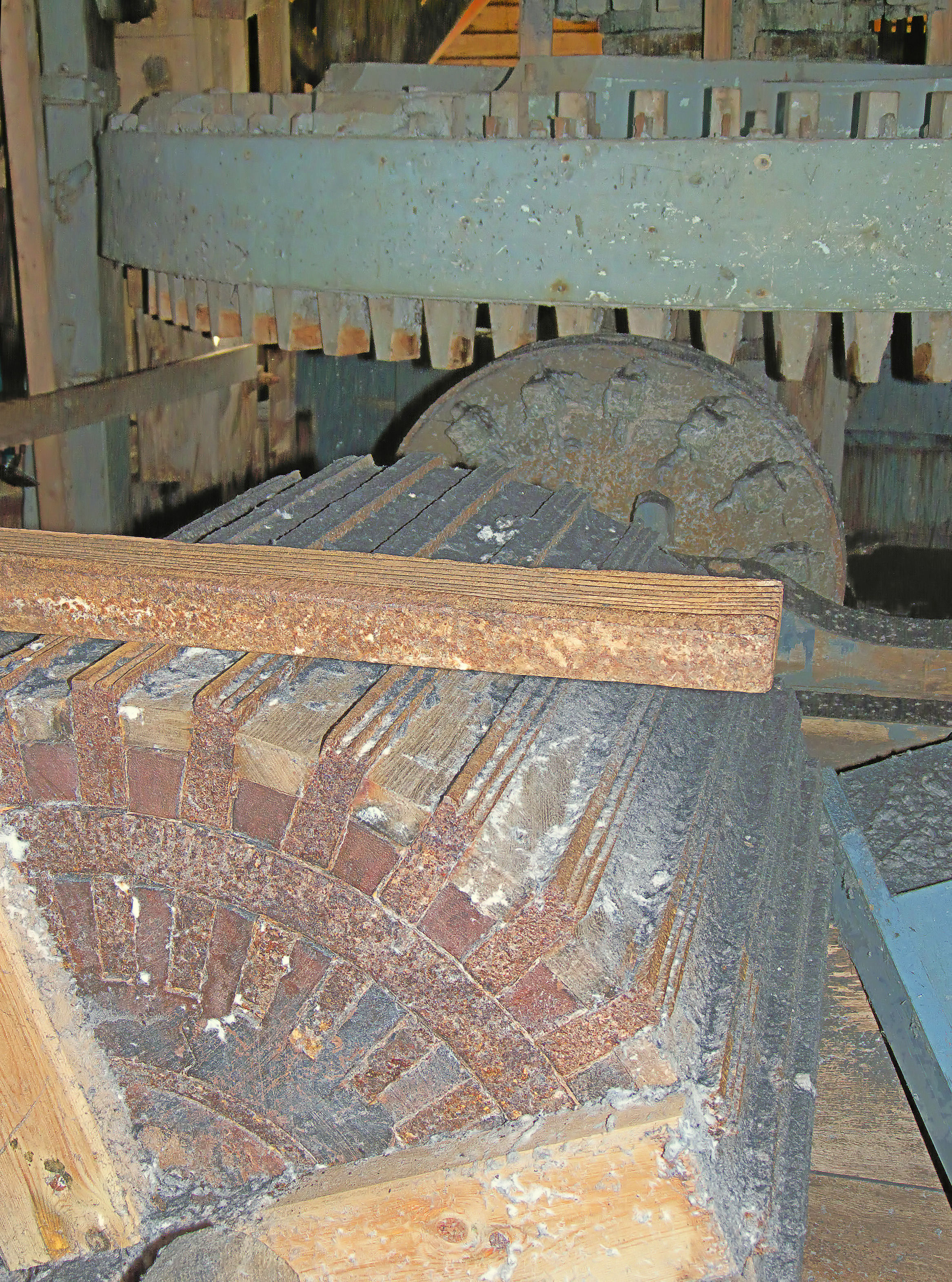
Maalplaat op maalrol

Voor het produceren van wit papier is veel zuiver water nodig. Papiermolens waren dan ook alleen watergedreven molens. In Nederland lag het centrum van de papiernijverheid in Apeldoorn. Pas 100 jaar later kwam de Zaanstreek met de windmolens op als papierproducent. Hiervan is alleen De Schoolmeester nog over. Rond 1650 waren er op de Veluwe 165 papiermolens, die 150.000 riem papier produceerden. Na 1673 liep door de inval van het Frans leger de productie snel terug, doordat de papiermakers naar de Zaanstreek vluchtten, waar ook al een papierindustrie aanwezig was, zij het dat daar alleen grauw en blauw papier werd vervaardigd. De Veluwse papiermakers zorgden ervoor dat de Zaanstreek overging in het maken van wit papier. Het papier van de Zaanstreek werd wereldberoemd. Rond 1880 waren er van de Veluwse papiermolens niet veel meer over en de nog overgebleven molens gingen kleren wassen.